# Mount Batten Point
Mount Batten Point är en udde i Storbritannien.   Den ligger i riksdelen England, i den södra delen av landet, 300 km väster om huvudstaden London.
Terrängen inåt land är platt. Havet är nära Mount Batten Point åt sydväst. Runt Mount Batten Point är det mycket tätbefolkat, med 1 135 invånare per kvadratkilometer. Närmaste större samhälle är Plymouth, 2,5 km norr om Mount Batten Point. Trakten runt Mount Batten Point består till största delen av jordbruksmark.